# Rosmarie Metzenthin
Rosmarie Metzenthin (* 8. Juli 1927 in Lindau, Deutschland; † 22. Mai 2014 in Zürich) war eine Schweizer Theaterpädagogin. Sie war über 50 Jahre lang in Zürich als Gründerin und Leiterin des Kinder- und Jugendtheaters Metzenthin bekannt.

## Biographie
Rosmarie Metzenthin wurde als Tochter einer einstigen brandenburgischen Junkersfamilie geboren. Sie war seit 1952 mit dem Züricher Pianisten und Cembalisten Hans Andreae verheiratet. Ihr Sohn ist der Psychiater Andreas Andreae.
Nach einem Rhythmikstudium am Konservatorium Zürich und Weiterbildungen zur Theaterpädagogin in München und Salzburg begann sie 1951 als Pionierin mit dem ersten Kindertheater der Schweiz. Zahlreiche ihrer Aufführungen wurden für Film und Fernsehen aufgezeichnet. Gastspiele führten ihr Kindertheater in verschiedene Länder Europas und in die USA. 1978 verwirklichte sie ihre Idee, Musik, Bewegung und Theater in einer ganzheitlichen Ausbildung zu vereinen, und gründete das Musisch-Pädagogische Seminar. Zu ihren Schülern gehörten als Jugendliche u. a. der Schauspieler Peter Bollag, die Musikschaffende, Schauspielerin und Filmemacherin Mona Fueter, die Filmregisseurin Lisa Brühlmann  und der Autor Charles Lewinsky.
1999 übergab sie die Leitung des Theaters ihren beiden Nichten, und 2001 zog sie sich ganz vom aktiven Geschehen ihrer Theater- und Ausbildungsstätte zurück.

## Auszeichnungen
Als Anerkennung für ihr Lebenswerk und die Bereicherung des Zürcher Kulturlebens erhielt sie 1976 den Literaturpreis des Kantons und 1997 die Hans-Georg-Nägeli-Medaille der Stadt Zürich.